# Victoria (Stăuceni), Botoșani
Victoria este un sat în comuna Stăuceni din județul Botoșani, Moldova, România.

## Biserica "Nașterea Maicii Domnului" din Victoria
În anul 1921, pe moșia boierului Filipescu, a fost construită o clopotniță de lemn, adăugându-i-se cu timpul o capelă, prin osteneala și cheltuiala unui locuitor al satului, Niculai Harabagiu.
În jurul anului 1968, locuitorii din Victoria au construit o bisericuță din chirpici numită "biserica din păpușoi". În 1984, în plin regim comunist ateu, prin purtarea de grijă și cheltuiala proprie a mitropolitului Teoctist Arăpașu al Moldovei și Sucevei (originar din aceste locuri), s-a început construirea unei biserici de zid cu hramul "Nașterea Maicii Domnului". Aceasta a fost sfințită la 8 septembrie 1991 de un mare sobor de ierarhi, preoți și diaconi, în frunte cu patriarhul Teoctist și cu mitropolitul Daniel Ciobotea al Moldovei și Bucovinei. 
La 7 februarie 2009, în fața bisericii a fost dezvelit un bust al patriarhului Teoctist, la aniversarea a 94 ani de la nașterea sa. Bustul a fost realizat de sculptorul Marcel Mănăstireanu, prin grija domnului Cosmin Epuraș, primarul comunei, și a Consiliului Local al comunei Stăuceni. La această manifestare au participat trei ierarhi (mitropolitul Teofan Savu al Moldovei și Bucovinei, arhiepiscopul Pimen Zainea al Sucevei și Rădăuților și episcopul-vicar Calinic Botoșăneanul al Arhiepiscopiei Iașilor), 30 de preoți, autorități locale, dar și zeci de credincioși.
La 30 iulie 2009, la comemorarea a doi ani de la trecerea la cele veșnice a patriarhului Teoctist, cu binecuvântarea mitropolitului Teofan Savu, s-a amplasat o pisanie care să ateste urmașilor despre zidirea acestei biserici, precum și un bust al patriarhului.

## Obiective turistice
- Biserica "Nașterea Maicii Domnului" din Victoria - construită între anii 1984-1991 prin purtarea de grijă și cheltuiala patriarhului Teoctist Arăpașu, originar din aceste locuri. În anul 2009, în fața bisericii, a fost înălțat un bust al patriarhului.

## Imagini

Biserica "Naşterea Maicii Domnului" din Victoria
Biserica "Naşterea Maicii Domnului" din Victoria
Biserica "Naşterea Maicii Domnului" din Victoria - pisania
Bustul patriarhului Teoctist